# Гиппель, Теодор Готлиб фон
Теодор Готлиб фон Гиппель (нем. Theodor Gottlieb von Hippel; 31 января 1741, Гердауэн, Восточная Пруссия — 23 апреля 1796, Кёнигсберг) — немецкий государственный деятель, писатель и критик. Бургомистр Кёнигсберга.

## Биография
Родился в семье сельского учителя. Родители были пиетисты. Был слаб физически, что наверстывал остроумием, интеллектом и начитанностью.
В 1756 году начал изучать теологию в Кёнигсбергском университете, слушал лекции Иммануила Канта. В мае 1759 года стал преподавать как домашний учитель в доме голландского совета юстиции Теодора Поликарпа Войта.
В Кёнигсберге в масонской ложе трёх корон, отпрыска знаменитой берлинской масонской ложи Zu den drey Weltkugeln, ставившей своей целью примирить королей Пруссии, Польши и российского царя, Гиппель обучал Хендрика Крейзера (состоявшего на русской службе), племянника Войта.
В 1760—1761 годах проживал в Санкт-Петербурге, был принят в высшем обществе. Позже своё пребывание в России называл «одной из приятнейших эпох» своей жизни, больше похожей «на экстаз, нежели на земную реальность». Страстно увлёкся всем русским.
Вернувшись в Кёнигсберг, поступил на юридический факультет Кёнигсбергского университета, продолжил работу домашнего учителя. Пережил бурный роман, по одним сведениям — влюбился в дочь высокопоставленных родителей и получил отказ, по другим — пытался связать свою жизнь с падшей женщиной. Впоследствии решил не создавать семьи и посвятить себя науке.
Получил должность в городском суде. Быстро приобрёл славу успешного адвоката. По легенде однажды ему удалось выиграть дело с помощью аргумента: «Собственное сознание своей правоты важнее для человека, нежели двое свидетелей его невинности».
В 1780 году был назначен бургомистром, а в 1782 году — обер-бургомистром Кёнигсберга, в 1786 году стал членом военного совета и президентом города.
В 1786 году приобрёл на Миттель-Хуфене (тогда это было за пределами Кёнигсберга) небольшой домик с участком, который превратил в загородную резиденцию. На участке разбил сад и парк в английском стиле, украсив его живописными руинами и башенками. Во время наполеоновских войн здесь была устроена летняя резиденция прусского короля Фридриха Вильгельма III, которую очень полюбила супруга Фридриха Вильгельма королева Луиза. В 1872 году парк был приобретён прусским королём Вильгельмом I, с детства запомнившим это имение. В 1914 году парк стал городским, затем — Центральным парком культуры и отдыха.
Есть мнение, что Эрнст Теодор Гофман (друживший с любимым племянником Гиппеля — Гиппелем-младшим) вывел Гиппеля-старшего в роли «крёстного» Дроссельмейера в сказке «Щелкунчик и Мышиный король». Весьма вероятно, что в создании образа использованы подлинные черты Гиппеля — чудак, «замаскированный» под важного чиновника… «маленький, сухонький человечек с морщинистым лицом».
Похоронен на кладбище в Кёнигсберге (сейчас это зелёная зона между улицей генерала Галицкого и Гвардейским проспектом в Калининграде). В мае 2016 года на месте захоронения в ходе строительных работ был найден надгробный камень с могилы Гиппеля (ранее считавшийся утерянным), который был передан в Калининградский историко-художественный музей.

## Творчество
Гиппель имел литературный талант, богатое воображение и остроумие, но его характер был полон контрастов и противоречий. В нём сочетались осторожность и пылкость страсти, сухой педантизм и благочестие, нравственность и чувственность, простота и хвастовство. Быть может, поэтому его литературные произведения никогда не достигали окончательной художественной отделки. В романе «Lebensläufe nach Aufsteigender Linie nebst Beylagen» (1778—1781) он предполагал описать жизнь своего отца и деда, но в конечном итоге ограничился лишь своим собственным. Это автобиография, которая содержит много философических размышлений о жизни. «Kreuz- und Querzüge des Ritters» (1793—1794) представляет собой сатиру на безумства возрастных и родовых предрассудков, нелепую обрядность и тому подобное.
В эссе «Über die bürgerliche Verbesserung der Weiber» (1792) утверждает, что природные черты женщины делают их предназначенными для многих ролей, особенно в образовании. По словам Джейн Кнеллер главной мыслью Гиппеля в этой статье является то, что исключением женщин из общественной жизни является пародией на правосудие, препятствует продвижению человечества к подлинной цивилизации.
В 1827—1838 годах собрание сочинений Гиппеля в 14 томах было издано в Берлине.
Собрал большую весьма ценную коллекцию произведений искусства (имелись полотна Рубенса, Кранаха), которую хранил в своём доме-дворце. В конце жизни завещал коллекцию своему племяннику Теодору Готлибу Гиппелю-младшему, подарившему в 1837 году всю коллекцию Кёнигсбергу (стала основой экспозиции городского музея).